# ASAP Rocky-diszkográfia
Az amerikai rapper, ASAP Rocky diszkográfiája, mely négy stúdióalbumból, egy mixtape-ből, tizenhat kislemezből (ebből kilencben közreműködő előadó), három promóciós kislemezből, és tizenöt videóklipből áll.

## Albumok

### Stúdióalbumok
| Cím                  | Album információ | Helyezések | Helyezések | Helyezések | Helyezések | Helyezések | Helyezések | Helyezések | Helyezések | Helyezések | Helyezések | Eladások       |
| Cím                  | Album információ | US         | US R&B     | US Rap     | AUS        | CAN        | FRA        | GER        | NZ         | SWI        | UK         | Eladások       |
| -------------------- | --- | ---------- | ---------- | ---------- | ---------- | ---------- | ---------- | ---------- | ---------- | ---------- | ---------- | -------------- |
| Long. Live. ASAP     | - Megjelent: 2013. január 15. (US) - Kiadók: A$AP Worldwide, Polo Grounds, RCA - Formátumok: CD, LP, digitális letöltés | 1          | 1          | 1          | 7          | 1          | 21         | 31         | 7          | 9          | 7          | - US: 378 ezer |
| AT. LONG. LAST. A$AP | | 1          | 1          | 1          | 5          | 1          | 4          |            | 42         | 6          | 5          | 10             |
| Testing              | |            |            |            |            |            |            |            |            |            |            |                |
| Don't Be Dumb        | |            |            |            |            |            |            |            |            |            |            |                |

### Mixtape-ek
| Cím                                                                        | Album információ                                                                        |
| -------------------------------------------------------------------------- | --------------------------------------------------------------------------------------- |
| Live. Love. ASAP                                                           | - Megjelent: 2011. október 31. - Kiadó: Szerzői kiadás - Formátumok: digitális letöltés |
| Beauty and the Beast: Slowed Down Sessions (Chapter 1) (Lord Flacko néven) | - Megjelenés: hamarosan - Kiadó: Szerzői kiadás - Formátumok: digitális letöltés        |

## Kislemezek

### Vezető előadóként
| "Peso"                                                                                  | 2011 | —   | 75 | —  | —  | —   | —   |                                  | Live. Love. ASAP |
| "Purple Swag"                                                                           | 2011 | —   | —  | —  | —  | —   | —   |                                  | Live. Love. ASAP |
| "Goldie"                                                                                | 2012 | —   | 55 | —  | —  | —   | 98  |                                  | Long. Live. ASAP |
| "Fuckin' Problems" (featuring Drake, 2 Chainz and Kendrick Lamar)                       | 2012 | 8   | 2  | 2  | 65 | 30  | 50  | - RIAA: 2× platina - ARIA: arany | Long. Live. ASAP |
| "Wild for the Night" (featuring Skrillex and Birdy Nam Nam)                             | 2013 | 80  | 26 | 17 | 65 | 169 | 43  | - RIAA: arany                    | Long. Live. ASAP |
| "Fashion Killa"                                                                         | 2013 | —   | 46 | —  | —  | —   | 80  |                                  | Long. Live. ASAP |
| "Multiply" (featuring Juicy J)                                                          | 2014 | 103 | —  | —  | —  | —   | 184 |                                  | hamarosan        |
| "Lord Pretty Flacko Jodye 2 (LPFJ2)"                                                    | 2015 | —   | —  | —  | —  | —   | —   |                                  | hamarosan        |
| "—" jelöli, hogy a felvétel nem ért el helyezést, vagy azon a területen nem jelent meg. |      |     |    |    |    |     |     |                                  |                  |

### Közreműködő előadóként
| "Yao Ming" (David Banner featuring 2 Chainz and ASAP Rocky)                                     | 2011 | —    | —    | —                       |
| "Street Knock" (Swizz Beatz featuring ASAP Rocky)                                               | 2012 | —    | —    | —                       |
| "Hands on the Wheel" (Schoolboy Q featuring ASAP Rocky)                                         | 2012 | —    | —[A] | Habits & Contradictions |
| "Cockiness (Love It)" (Remix) (Rihanna featuring ASAP Rocky)                                    | 2012 | —[B] | —[B] | —                       |
| "Yellow Tape" (Fat Joe featuring Lil Wayne, ASAP Rocky and French Montana)                      | 2012 | —    | —[C] | —                       |
| "Work" (Remix) (ASAP Ferg featuring ASAP Rocky, French Montana, Trinidad James and Schoolboy Q) | 2013 | —    | —    | Trap Lord               |
| "Shabba" (ASAP Ferg featuring ASAP Rocky)                                                       | 2013 | —[D] | 34   | Trap Lord               |
| "Choppa" (Joey Fatts featuring ASAP Rocky and Danny Brown)                                      | 2013 | —    | —    | Chipper Jones Vol. 2    |
| "Pretend" (Tinashe featuring ASAP Rocky)                                                        | 2014 | 117  | 34   | Aquarius                |
| "—" jelöli, hogy a felvétel nem ért el helyezést, vagy a dal nem került fel albumra.            |      |      |      |                         |

### Promóciós kislemezek
| Cím                                                                                                   | Év   | Helyezés | Helyezés | Helyezés | Album                 |
| Cím                                                                                                   | Év   | US       | US R&B   | US Rap   | Album                 |
| --- | ---- | -------- | -------- | -------- | --------------------- |
| "4 Loko (Remix)" (Smoke DZA featuring ASAP Rocky, ASAP Twelvy, Danny Brown, Killa Kyleon and Freeway) | 2012 | —        | —        | —        | Sweet Baby Kushed God |
| "Long Live A$AP"                                                                                      | 2013 | 86       | 27       | 21       | Long.Live.ASAP        |
| "U.O.E.N.O." (Remix) (Rocko featuring Future and ASAP Rocky)                                          | 2013 | —        | —        | —        | —                     |
| "I'm Not the Only One" (Remix) (Sam Smith featuring ASAP Rocky)                                       | 2014 | —        | —        | —        | —                     |
| "—" jelöli, hogy a felvétel nem ért el helyezést, vagy a dal nem került fel albumra.                  |      |          |          |          |                       |

## Többi helyezést elért dal
| Cím | Év   | Helyezés | Helyezés | Helyezés | Album                          |
| Cím | Év   | US       | US R&B   | US Rap   | Album                          |
| --- | ---- | -------- | -------- | -------- | ------------------------------ |
| "Hot Thing" (Usher featuring ASAP Rocky)                                                                  | 2012 | —        | —[E]     | —        | Looking 4 Myself               |
| "Wildside" (T.I. featuring ASAP Rocky)                                                                    | 2012 | —        | —[F]     | —        | Trouble Man: Heavy Is the Head |
| "PMW (All I Really Need)" (featuring Schoolboy Q)                                                         | 2013 | —[G]     | 39       | —        | Long. Live. ASAP               |
| "LVL" | 2013 | —        | 50       | —        | Long. Live. ASAP               |
| "Hell" (featuring Santigold)                                                                              | 2013 | —        | —[H]     | —        | Long. Live. ASAP               |
| "Pain" (featuring OverDoz)                                                                                | 2013 | —        | —[I]     | —        | Long. Live. ASAP               |
| "1 Train" (featuring Kendrick Lamar, Joey Bada$$, Yelawolf, Danny Brown, Action Bronson and Big K.R.I.T.) | 2013 | —[J]     | 31       | 25       | Long. Live. ASAP               |
| "Phoenix"                                                                                                 | 2013 | —        | —[K]     | —        | Long. Live. ASAP               |
| "Suddenly"                                                                                                | 2013 | —        | —[L]     | —        | Long. Live. ASAP               |
| "Ghetto Symphony" (featuring Gunplay and ASAP Ferg)                                                       | 2013 | —        | —[M]     | —        | Long. Live. ASAP               |
| "I Come Apart" (featuring Florence Welch)                                                                 | 2013 | —        | —[N]     | —        | Long. Live. ASAP               |
| "Brothers" (Kid Cudi featuring King Chip and ASAP Rocky)                                                  | 2013 | —        | —[O]     | —        | Indicud                        |
| "Scholarship" (Juicy J featuring ASAP Rocky)                                                              | 2013 | —        | —[P]     | —        | Stay Trippy                    |
| "—" jelöli, hogy a felvétel nem ért el helyezést.                                                         |      |          |          |          |                                |

## Közreműködések
| Cím                          | Év   | Előadó(k)                                                  | Album                             |
| ---------------------------- | ---- | ---------------------------------------------------------- | --------------------------------- |
| "4 Loko"                     | 2011 | Smoke DZA                                                  | Rolling Stoned                    |
| "4 Loko (Remix)"             | 2011 | Smoke DZA, A$AP Twelvy, Danny Brown, Killa Kyleon, Freeway | Rolling Stoned                    |
| "Cockiness"                  | 2011 | Rihanna                                                    | Talk That Talk                    |
| "Sour State Of Mind"         | 2011 | Chase Fetti                                                | N/A                               |
| "U.G.K."                     | 2011 | Main Attraktionz                                           | N/A                               |
| "Megan Good"                 | 2011 | A$AP Ferg                                                  | N/A                               |
| "Real Hustler's Don't Sleep" | 2011 | Juicy J, SpaceGhostPurrp                                   | Blue Dream & Lean                 |
| "Make It Stack"              | 2011 | Lloyd Banks                                                | Cold Corner 2                     |
| "Big Spender"                | 2011 | Theophilus London                                          | Rose Island Vol. 1                |
| "Yao Ming" (Remix)           | 2012 | David Banner, Chris Brown                                  | Sex, Drugs & Video Games          |
| "Hot Thing"                  | 2012 | Usher                                                      | Looking 4 Myself                  |
| "Beastin'"                   | 2012 | Chase N. Cashe                                             | Charm                             |
| "Lines"                      | 2012 | Big Boi, Phantogram                                        | Vicious Lies and Dangerous Rumors |
| "Wildside"                   | 2012 | T.I.                                                       | Trouble Man: Heavy Is the Head    |
| "Baking Soda"                | 2012 | All Over Chief                                             | N/A                               |
| "Yellow Tape"                | 2012 | Fat Joe, French Montana, Lil Wayne                         | N/A                               |
| "Hands On The Wheel"         | 2012 | Schoolboy Q                                                | Habits & Contradictions           |
| "Street Knock"               | 2012 | Swizz Beatz                                                | N/A                               |
| "Gangsta"                    | 2013 | Yelawolf, Big Henry                                        | Trunk Muzik Returns               |
| "Brothers"                   | 2013 | Kid Cudi, King Chip                                        | Indicud                           |
| "Wildest Moments"            | 2013 | Jessie Ware                                                | Devotion                          |
| "24K"                        | 2013 | Trips N Slim                                               | The Preface                       |
| "Max Julien"                 | 2013 | Funkmaster Flex, ASAP Ferg                                 | Who You Mad At? Me or Yourself?   |
| "We Them Niggas"             | 2013 | P. Reign                                                   | Dear America                      |
| "Beautiful (Remix)"          | 2013 | Mariah Carey, Miguel                                       | N/A                               |
| "Scholarship"                | 2013 | Juicy J                                                    | Stay Trippy                       |
| "Kush Coma"                  | 2013 | Danny Brown, Zeeloperz                                     | Old                               |
| "T.K.O. (Remix)"             | 2013 | Justin Timberlake, J. Cole, Pusha T                        | N/A                               |
| "Shabba"                     | 2013 | A$AP Ferg                                                  | Trap Lord                         |
| "Work (Remix)"               | 2013 | A$AP Ferg, Schoolboy Q, French Montana, Trinidad Jame$     | Trap Lord                         |
| "Choppa"                     | 2013 | Joey Fatts, Danny Brown                                    | N/A                               |
| "U.O.E.N.O."                 | 2013 | Rocko, Future, 2 Chainz, Wiz Khalifa, Rick Ross            | Gift of Gab 2                     |
| "Californication"            | 2014 | Schoolboy Q                                                | Oxymoron                          |
| "Servin' Lean"               | 2014 | Peewee LongWay                                             | The Blue M&M                      |
| "No Rest For The Wicked"     | 2014 | Lykke Li                                                   | I Never Learn                     |
| "Crib In My Closet"          | 2014 | 2 Chainz, Rick Ross                                        | Freebase                          |
| "Awwwsome (Remix)"           | 2014 | Shy Glizzy, 2 Chainz                                       | N/A                               |

## Videóklipek
| Cím                                                             | Év   | Rendező(k)                 |
| --------------------------------------------------------------- | ---- | -------------------------- |
| "Get High" (featuring ASAP Ferg)                                | 2010 | King Zulu                  |
| "Purple Swag"                                                   | 2011 | Jason Ano, ASAP Rocky"     |
| "Peso"                                                          | 2011 | Abteen Bagheri, ASAP Rocky |
| "Demons"                                                        | 2011 | Donjai                     |
| "Wassup"                                                        | 2012 | ASAP Rocky                 |
| "Goldie"                                                        | 2012 | ASAP Rocky                 |
| "Brand New Guy" (featuring Schoolboy Q)                         | 2012 | The ICU, ASAP Rocky        |
| "Purple Kisses"                                                 | 2012 | ASAP Rocky                 |
| "Bath Salt" (with ASAP Ant featuring Flatbush Zombies)          | 2012 | Shomi Patwary              |
| "Fuckin' Problems" (featuring 2 Chainz, Drake & Kendrick Lamar) | 2012 | Sam Lecca, Clark Jackson   |
| "Long Live A$AP"                                                | 2012 | Samantha Lecca, ASAP Rocky |
| "Wild for the Night" (featuring Skrillex)                       | 2013 | Chris Robinson, ASAP Rocky |
| "Fashion Killa"                                                 | 2013 | ASAP Rocky, Delaware       |
| "Angels"                                                        | 2013 | ASAP Rocky, Luke Monaghan  |
| "Phoenix"                                                       | 2013 | Francesco Carrozzini       |
| "Multiply" (featuring Juicy J)                                  | 2014 | Shomi Patwary, ASAP Rocky  |

## Fordítás
- Ez a szócikk részben vagy egészben  az   ASAP Rocky discography című angol Wikipédia-szócikk fordításán alapul.  Az eredeti cikk szerkesztőit annak laptörténete sorolja fel. Ez a jelzés csupán a megfogalmazás eredetét és a szerzői jogokat jelzi, nem szolgál a cikkben szereplő információk forrásmegjelöléseként.